# Camopi
Camopi – gmina w Gujanie Francuskiej. Według danych z 2013 roku liczyła 1755 mieszkańców.